# Rocky Mountain Construction
Rocky Mountain Construction (abrégé en RMC) est un constructeur de montagnes russes basé à Hayden, dans l'état de l'Idaho.

## Histoire
Rocky Mountain Construction a été créée en 2001 par Fred Grubb et Suanne Dedmon. La société a commencé par travailler sur plusieurs projets, notamment la construction de montagnes russes, de parcs aquatiques, des bâtiments en acier, de terrains de minigolf et de pistes de karting.
Ils furent rejoints par Alan Schilke de Ride Centerline, qui avait auparavant travaillé avec Arrow Dynamics pour concevoir entre autres Tennessee Tornado à Dollywood et X2 à Six Flags Magic Mountain. L'entreprise a également développé le Topper Track permettant de réduire l'entretien nécessaire des montagnes russes en bois en remplaçant les couches supérieures de bois stratifié par une couche en acier.
L'année 2018 voit apparaître la Raptor Track avec les montagnes russes Wonder Woman Golden Lasso Coaster et RailBlazer (en). La particularité de modèle se situe au niveau des rails, en effet, il n'y a qu'un seul rail central au lieu de deux habituellement.

## Réalisations

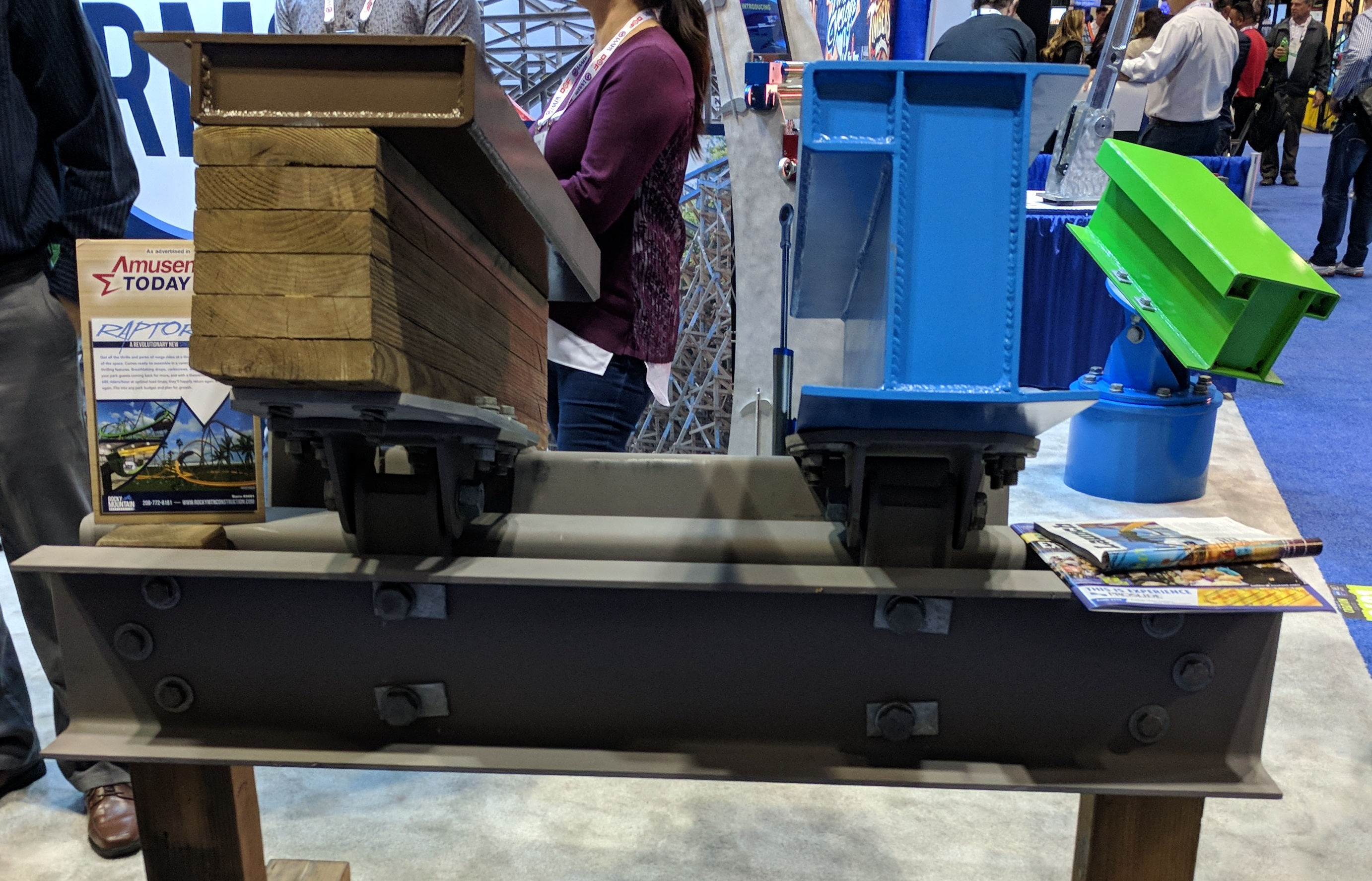
Topper Track, I-Box Track et Raptor Track.

| Nom de l'attraction               | Type de rail | Nom du parc                 | Lieu                      | Type    | Année d'ouverture | Référence(s)  |
| --------------------------------- | ------------ | --------------------------- | ------------------------- | ------- | ----------------- | ------------- |
| New Texas Giant                   | I-Box        | Six Flags Over Texas        | Texas, États-Unis         | Hybride | 2011              |               |
| Outlaw Run                        | Topper Track | Silver Dollar City          | Missouri, États-Unis      | Bois    | 2013              | [ 4 ]         |
| Iron Rattler                      | I-Box        | Six Flags Fiesta Texas      | Texas, États-Unis         | Hybride | 2013              | ,             |
| Medusa Steel Coaster (en)         | I-Box        | Six Flags México            | Mexico, Mexique           | Hybride | 2014              |               |
| Goliath                           | Topper Track | Six Flags Great America     | Illinois, États-Unis      | Bois    | 2014              |               |
| Twisted Colossus                  | I-Box        | Six Flags Magic Mountain    | Californie, États-Unis    | Hybride | 2015              | [ 7 ]         |
| Wicked Cyclone                    | I-Box        | Six Flags New England       | Massachusetts, États-Unis | Hybride | 2015              | [ 7 ]         |
| Wildfire                          | Topper Track | Kolmårdens Djurpark         | Bråviken, Suède           | Bois    | 2016              | [ 8 ]         |
| Storm Chaser                      | I-Box        | Kentucky Kingdom            | Kentucky, États-Unis      | Hybride | 2016              |               |
| Lightning Rod                     | Topper Track | Dollywood                   | Tennessee, États-Unis     | Bois    | 2016              |               |
| The Joker                         | I-Box        | Six Flags Discovery Kingdom | Californie, États-Unis    | Hybride | 2016              |               |
| Twisted Timbers (en)              | I-Box        | Kings Dominion              | Virginie, États-Unis      | Hybride | 2018              |               |
| Steel Vengeance                   | I-Box        | Cedar Point                 | Ohio, États-Unis          | Hybride | 2018              |               |
| Wonder Woman Golden Lasso Coaster | Raptor Track | Six Flags Fiesta Texas      | Texas, États-Unis         | Acier   | 2018              | [ 9 ]         |
| RailBlazer (en)                   | Raptor Track | California's Great America  | Californie, États-Unis    | Acier   | 2018              |               |
| Hakugei                           | I-Box        | Nagashima Spa Land          | Japon                     | Hybride | 2019              | [ 10 ]        |
| Untamed                           | I-Box        | Walibi Holland              | Pays-Bas                  | Hybride | 2019              | [ 11 ] [ 12 ] |
| Zadra                             | I-Box        | Energylandia                | Pologne                   | Hybride | 2019              | [ 13 ]        |
| Stunt Pilot                       | Raptor Track | Silverwood Theme Park       | États-Unis                | Acier   | 2021              |               |
| Jersey Devil Coaster              | Raptor Track | Six Flags Great Adventure   | États-Unis                | Acier   | 2021              |               |
| Iron Gwazi                        | I-Box        | Busch Gardens Tampa         | États-Unis                | Hybride | 2022              | [ 14 ]        |
| Wonder Woman Flight of Courage    | Raptor Track | Six Flags Magic Mountain    | États-Unis                | Acier   | 2022              |               |
| ArieForce One                     | I-Box        | Fun Spot America Atlanta    | États-Unis                | Acier   | 2023              |               |
| Wildcat's Revenge                 | I-Box        | Hershey Park                | États-Unis                | Hybride | 2023              |               |
| YoY (YoY Chill et YoY Thrill)     | Raptor Track | Wallibi Holland             | Pays-Bas                  | Acier   | 2025              | [ 15 ]        |
| Fire Runner                       | Raptor Track | Lost Island Theme Park      | États-Unis                | Acier   | 2025 (prévue)     | [ 16 ]        |